# SAGE Publishing
SAGE Publishing (прежнее название — SAGE Publications) — американская независимая издательская компания, публикующая научную литературу. Основана в 1965 году в Нью-Йорке, в настоящее время штаб-квартира располагается в Ньюбери-Парк штата Калифорния. Издательство также располагает офисами в Вашингтоне, Лондоне, Лос-Анджелесе, Мельбурне, Нью-Дели и Сингапуре.

## История
Издательство основано в 1965 году в Нью-Йорке Сарой Миллер-Маккьюн вместе со своим супругом Джорджем Д. Маккьюном, ранее руководившим Macmillan Publishers. Название компании является акронимом, образованным первыми двумя буквами их имён. До 1984 года Миллер-Маккьюн занимала пост президента компании, после отставки оставшись исполнительным председателем. Супруги продолжали совместно руководить компанией вплоть до смерти Маккьюна в 1990 году.
В 2015 году компания поглотила Pion Limited, основанную в 1959 году Адамом Гелбтучем и Джоном Эшби, издающую серию научных журналов Environment and Planning.
В 2018 году произошло поглощение сразу двух компаний. Global Village Publishing, занимавшейся разработкой программного обеспечения и обслуживания для электронного издательства. А также Talis, занимавшейся образовательными технологиями и разработкой системы управления обучением Talis Aspire.
Издательство является одним из членов-основателей Ассоциации научных издательств открытого доступа, созданной в 2008 году.

## Деятельность

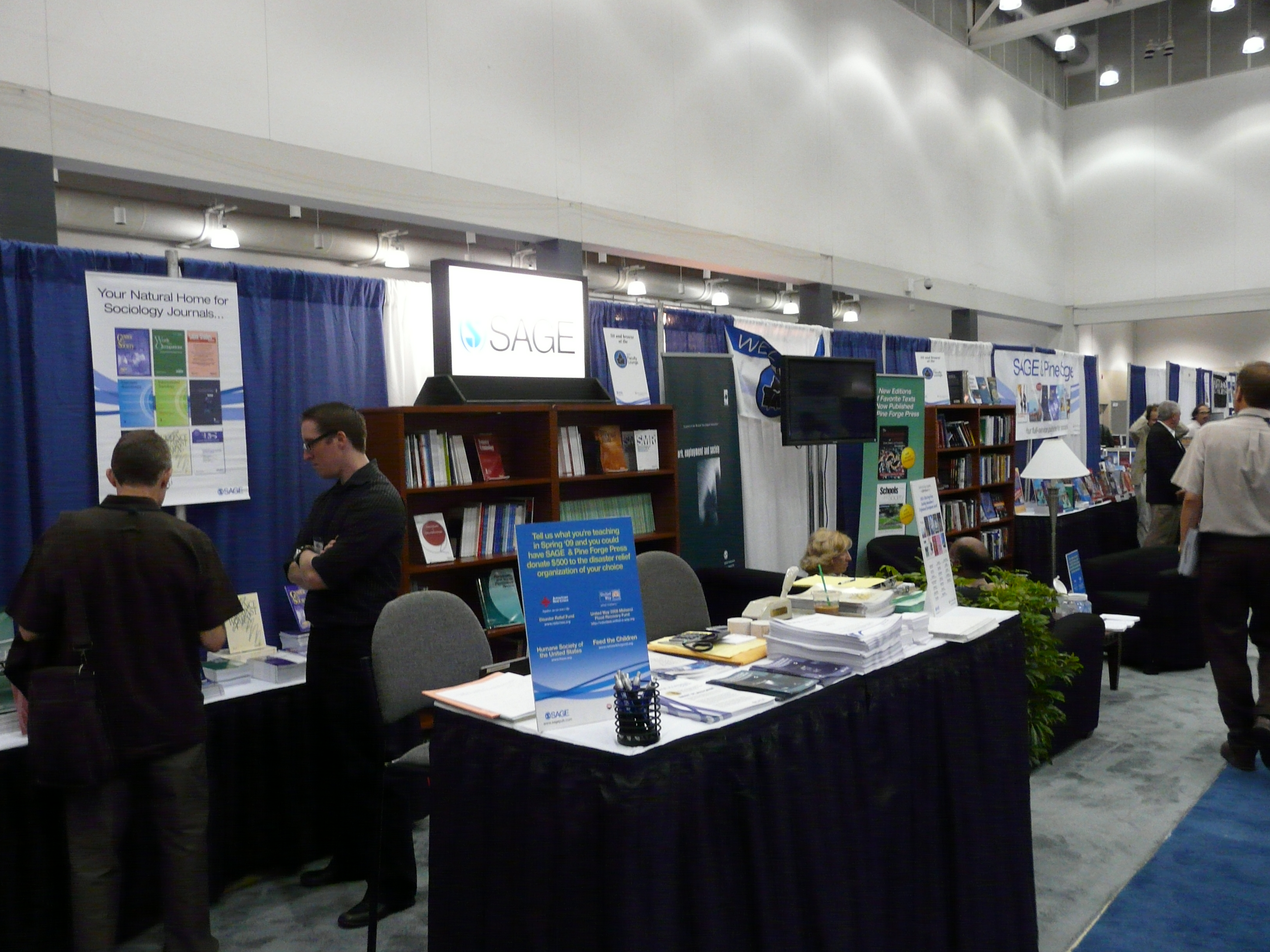
Книжная выставка издательства на конференции Американской социологической ассоциации в 2008 году в Бостоне

Издательство выпускает более 1000 научных журналов и более 800 книг в год, справочные материалы (энциклопедии, словари и справочники) и электронные продукты, охватывающие области предпринимательства, гуманитарных наук, общественных науки, естественных наук, техники и медицины.
Издательская деятельность также осуществляется посредством принадлежащих компании импринтов — Corwin Press (с 1990), CQ Press (с 2008), Learning Matters (с 2011) и Adam Matthew Digital (с 2012).